# Unione Sportiva Ivrea Calcio 2003-2004
Questa voce raccoglie le informazioni riguardanti  l'Unione Sportiva Ivrea Calcio nelle competizioni ufficiali della stagione 2003-2004.

## Rosa
| N. |                    | Ruolo | Calciatore           |
| -- | ------------------ | ----- | -------------------- |
|    | Italia (bandiera)  | P     | Cristian Arrieta     |
|    | Italia (bandiera)  | A     | Marco Bergantin      |
|    | Italia (bandiera)  | P     | Alessandro Caparco   |
|    | Italia (bandiera)  | D     | Alessandro Castagna  |
|    | Nigeria (bandiera) | A     | Morgan Edirin Egbedi |
|    | Italia (bandiera)  | C     | Giovanni Fietta      |
|    | Italia (bandiera)  | C     | Roberto Fogli        |
|    | Italia (bandiera)  | A     | Nicola Lenzoni       |
|    | Italia (bandiera)  | D     | Marco Magnano        |
|    | Italia (bandiera)  | A     | Walter Mirabelli     |
|    | Italia (bandiera)  | C     | Mirko Monetta        |
|    | Italia (bandiera)  | C     | Fabrizio Montingelli |

| N. |                       | Ruolo | Calciatore         |
| -- | --------------------- | ----- | ------------------ |
|    | Italia (bandiera)     | P     | Luca Mordenti      |
|    | Italia (bandiera)     | C     | Marco Moro         |
|    | Italia (bandiera)     | D     | Giampaolo Motta    |
|    | Italia (bandiera)     | D     | Stefano Murante    |
|    | Italia (bandiera)     | C     | Andrea Musacco     |
|    | Italia (bandiera)     | D     | Nicola Ragagnin    |
|    | Italia (bandiera)     | C     | Cristiano Scazzola |
|    | Italia (bandiera)     | D     | Ivan Tolotti       |
|    | Italia (bandiera)     | D     | Simone Venturi     |
|    | Italia (bandiera)     | D     | Filippo Vianello   |
|    | Jugoslavia (bandiera) | A     | Emil Zubin         |
|    | Italia (bandiera)     | A     | Andrea Zucco       |